# Ian Hetherington
Ian Hetherington (1952. június 28. – 2021. december 14.) brit üzletember, videójáték-fejlesztő. A Psygnosis videójáték-fejlesztő cég társalapítója, illetve részese volt az eredeti Playstation videójáték-konzol kifejlesztésének és sikerre vitelének. A PC Guru "a videójátékipar meghatározó alakjaként" tisztelgett előtte a halálhírre reagálva.

## Szakmai életút
Hetherington 1982-ben társalapítója volt az Imagine Software-nek, ahol pénzügyi igazgató volt. Amikor ez a rövidéletű vállalkozás 1984-ben csődbe ment, David Lawsonnal és Jonathan Ellisszel megalakította a Psygnosis-t Liverpoolban. A Psygnosis igazgatójaként olyan jelentős címeken dolgozott, mint a Shadow of the Beast, a Lemmings, vagy a Barbarian. Ezeken a játékokon kívül még egy sereg címet adtak ki Amigára, Atari ST-re.
A Psygnosis-t aztán 1993-ban felvásárolta a Sony, Hetherington és csapata pedig nem csak az eredeti PlayStation műszaki és szoftveres fejlesztésében segédkezett, de olyan nyitócímei megalkotásában is, mint a Wipeout és a Destruction Derby.
A Psygnosisnál maradt 1998-ig, amikor is kilépett, hogy megalapítsa az Evolution Studios-t, egy másik liverpooli székhelyű csapatot, amely sikeres versenyjátékok sorát hozta létre, köztük a WRC-t és a MotorStormot. A Sony később, 1999-ben egyesítette ezeket a stúdiókat a Sony Computer Entertainmentbe. Ennek során a Psygnosis-t átnevezték SCE Studio Liverpool-ra.
2007-ben távozott, és azóta vezető pozíciókat töltött be a Realtime Worlds, a Midoki és a Immotion Groupnál. Nemrég szerepelt a Lemmings 30 éves fennállásának emlékére készült dokumentumfilmben.

## Hobbi
Ian Hetherington szenvedélyesen rajongott a Ferrari sportautókért és rendszeresen versenyzett az istálló saját futamain.

## Halála
Hetherington rövid betegség után hunyt el 69-évesen 2021. december 14-én. Halálhírét pályatársai, kollégái közölték a közösségi médiában, így pl. Jonathan Ellis vagy Tim Wright.